# فكونتاكتي
فكونتاكتي (بالروسية: ВКонтакте) هو موقع ويب للتواصل الاجتماعي يمكن الدخول إليه مجاناً، مشابه تقريباً لموقع التواصل الاجتماعي فيس بوك. يعدّ الموقع من المواقع الأكثر شعبية في روسيا وأوكرانيا وبيلاروسيا وكازاخستان، وله شعبية بين المستخدمين العرب. فقد تأسس سنة 2006 ويحتوي على الكثير من اللغات ومن بينها اللغة العربية ويسجل به أكثر من 100 مليون مستخدم شهري. حُجب الموقع في أوكرانيا بمرسوم رئاسي على خلفية الحرب التي جرت في شرق أوكرانيا.

## التاريخ
أُنشِئ موقع فكونتاكتي في عام 2006 عندما التقى بافيل دوروف، مبتكر منتدى الطلاب الشهير spbgu.ru، بزميله السابق في الدراسة فياتشيسلاف (يتزشاك) ميريلاشفيلي في سانت بطرسبرغ بعد تخرجه من كلية فقه اللغة في جامعة سانت بطرسبرغ الحكومية. أخبر فياتشيسلاف لدوروف عن موقع فيسبوك الذي أصبح شائعًا بشكل متزايد، فقرر الصديقين بعد ذلك إنشاء شبكة اجتماعية روسية جديدة. أصبح ليف ليفييف، وهو زميل دراسة إسرائيلي لفياتشيسلاف ميريلاشفيلي، المؤسس المشارك الثالث، واقترض فياتشيسلاف ميريلاشفيلي المال من والده الملياردير وأصبح أكبر مساهم. تولى ليف ليفييف الإدارة التشغيلية، وأصبح دوروف الرئيس التنفيذي. اجتذب بافيل دوروف شقيقه الأكبر نيكولاي، الحائز على العديد من الجوائز في مسابقات الرياضيات والبرمجة الدولية، لتطوير الموقع.
أطلق دوروف موقع فكونتاكتي للاختبار التجريبي في سبتمبر 2006، وسُجِّلَ في الشهر التالي باسم Vkontakte.ru. تأسس المشروع الجديد في 19 يناير 2007 كشركة روسية خاصة محدودة. تجاوز عدد مستخدمي الموقع 100 ألف مستخدم في فبراير 2007، واعتُرِفَ به باعتباره ثاني أكبر شركة في سوق الشبكات الاجتماعية الناشئة في روسيا. تعرض الموقع لهجوم حجب الخدمة الشديد في نفس الشهر، مما أدى إلى إيقافه مؤقتًا عن العمل. وصلت قاعدة المستخدمين إلى المليون في يوليو 2007، و10 ملايين في أبريل 2008. تجاوز الموقع منافسه أدناكلاسنيكي في ديسمبر 2008، وأصبح أكثر خدمات الشبكات الاجتماعية شهرة في روسيا.

## مميزاته
- إمكانية إضافة المقاطع الصوتية والفيديوهات والاستماع إليها في حين تصفحك الموقع أو أحد المواقع الأخرى.
- زر العودة إلى الاعلى وإلى الاسفل (في الصفحات).
- العديد من الألعاب والتطبيقات.
- موقع خفيف، سريع التحميل.
- إمكانية إنشاء الصفحات والمجموعات كالفيس بوك.
- إمكانية الإتصال بالفيديو.
- صناعة روسية 100%
- إمكانية إضافة مقطع فيديو يتجاوز ثلاثة ساعات
- الاستماع إلى الموسيقى وتحميلها
- إمكانية عرض جميع الاخبار أو الاخبار الأكثر شعبية على الصفحة الرئيسية أو عرض الصور أو المقالات فقط.
- عرض الإصدقاء الموجودين في الموقع (اونلاين) فقط في قائمة الأصدقاء.
- واجهة تدعم جميع لغات العالم
- لا توجد فيه الكثير من الإعلانات المزعجة
- كل شيء في هذا الموقع مجانا (أفلام - موسيقى - ألعاب -تطبيقات).
- له تطبيق على مختلف انظمة الهواتف الذكية

## مقاضاة المستخدمين في روسيا
اتُهم موقع فكونتاكتي في يوليو 2012 بالتعاون الوثيق مع مركز مكافحة التطرف (المركز إي)؛ وهي وحدة داخل وزارة الداخلية الروسية تعرضت لانتقادات شديدة لقمع نشطاء المعارضة. حُكم على عشرات المواطنين الروس بغرامات وأحكام مع وقف التنفيذ والسجن بسبب المنشورات وإعادة النشر والتعليقات والإعجابات المنشورة على صفحاتهم على فكونتاكتي. تُصنف معظم القضايا ضد المستخدمين على أنها دعاية للتطرف وكراهية الأجانب والنازية. أما من الناحية الإحصائية، كان مستخدمو فكونتاكتي، من بين جميع خدمات الشبكات الاجتماعية المتاحة في روسيا، مستهدفين من قبل الشرطة بشكل حصري تقريبًا.

## وصلات خارجية
- الموقع الرسمي